# Außerfernbahn
| | |                                                             |                                                             |
| Streckennummer (DB): | 5403 (Kempten (Allgäu) Hbf – Grenze) 5452 (Garmisch-Partenkirchen – Grenze)                                                                                      |                                                             |                                                             |
| Streckennummer (ÖBB): | 352 01 |                                                             |                                                             |
| Kursbuchstrecke (DB): | 965 (Pfronten-Steinach – Garmisch-Partenkirchen) 973 (Kempten – Pfronten-Steinach) 404f (Kempten Hbf – Reutte 1946) 402b (Griesen – Garmisch-Partenkirchen 1946) |                                                             |                                                             |
| Kursbuchstrecke (ÖBB): | 410 (Pfronten-Steinach – Innsbruck Hbf) |                                                             |                                                             |
| Streckenlänge: | 93,920 km |                                                             |                                                             |
| Spurweite: | 1435 mm (Normalspur) |                                                             |                                                             |
| Streckenklasse: | CE (Kempten – Oy-Mittelberg) C4 (Oy-Mittelberg – Vils) D2 (Vils – Reutte in Tirol) D4 (Reutte in Tirol – Grenze) CE (Grenze – Garmisch-Partenkirchen)            |                                                             |                                                             |
| Stromsystem: | Pfronten-Steinach – Garmisch-Partenkirchen: 15 kV / 16,7 Hz ~ 1913–1923: 15 Hz ~                                                                                 |                                                             |                                                             |
| Maximale Neigung: | 37,5 ‰ |                                                             |                                                             |
| Streckengeschwindigkeit: | 70 km/h |                                                             |                                                             |
| Zugbeeinflussung: | PZB |                                                             |                                                             |
| | |                                                             |                                                             |
| \| \| \| von Lindau-Insel \| \| \| \| \| von Isny \| \| \| \| 0,000 \| Kempten (Allgäu) Hbf (bis 1969) \| Kempten (Allgäu) Hbf (bis 1969) \| \| \| 0,410 \| Kempten (Allgäu) Hbf (seit 1969) \| 705 m ü. NHN \| \| \| \| \| \| \| \| \| Obere Illerbrücken \| \| \| \| \| \| \| \| \| 0,929 \| nach Buchloe, nach Neu-Ulm \| nach Buchloe, nach Neu-Ulm \| \| \| \| \| \| \| \| 1,827 \| St Mang (Hp Awanst, ehem. Bf, früher Kottern-Neudorf) \| St Mang (Hp Awanst, ehem. Bf, früher Kottern-Neudorf) \| \| \| \| \| \| \| \| 3,853 \| Durach \| 711 m ü. NHN \| \| \| 6,932 \| Sulzberg (ehem. Bf) \| 778 m ü. NHN \| \| \| 7,973 \| Bundesautobahn 7 (99 m) \| Bundesautobahn 7 (99 m) \| \| \| 8,421 \| Jodbad Sulzbrunn (bis 2008 PV) \| 818 m ü. NHN \| \| \| 12,033 \| Bodelsberg (ehem. Bf) \| 898 m ü. NHN \| \| \| 13,647 \| Zollhaus-Petersthal (ehem. Bf) \| 899 m ü. NHN \| \| \| 16,647 \| Bundesautobahn 7 (79 m) \| Bundesautobahn 7 (79 m) \| \| \| 17,631 \| Oy-Mittelberg \| 909 m ü. NHN \| \| \| 19,055 \| Bundesstraße 310 (58 m) \| Bundesstraße 310 (58 m) \| \| \| 19,862 \| Wertach-Haslach (ehem. Bf) \| 891 m ü. NHN \| \| \| 21,626 \| Maria Rain \| Maria Rain \| \| \| 22,113 \| Wertach (132 m) \| Wertach (132 m) \| \| \| 23,725 \| Mühlbach (68 m) \| Mühlbach (68 m) \| \| \| 23,914 \| Nesselwang \| 864 m ü. NHN \| \| \| 27,000 \| Pfronten-Kappel \| Pfronten-Kappel \| \| \| 29,259 \| Pfronten-Weißbach (ehem. Bf) \| 874 m ü. NHN \| \| \| 30,674 \| Pfronten-Ried \| 858 m ü. NHN \| \| \| 30,968 \| Vils (17 m) \| Vils (17 m) \| \| \| 32,958 \| Pfronten-Steinach \| 841 m ü. NHN \| \| \| 34,3400,000 \| Staatsgrenze Deutschland / Österreich \| Staatsgrenze Deutschland / Österreich \| \| \| 0,480 \| Schönbichl (bis 10. Dezember 2016) \| 831 m ü. A. \| \| \| 3,400 \| Vils Stadt (seit Juli 2016) \| 820 m ü. A. \| \| \| \| Anschluss Zementwerk Schretter \| \| \| \| 4,000 \| Vils \| 817 m ü. A. \| \| \| 6,200 \| Ulrichsbrücke-Füssen \| 814 m ü. A. \| \| \| 7,629 \| Musau \| 822 m ü. A. \| \| \| \| Lech \| \| \| \| 11,975 \| Pflach \| 840 m ü. A. \| \| \| 14,3900,000 \| Reutte in Tirol \| 850 m ü. A. \| \| \| 0,500 \| Reutte in Tirol Schulzentrum \| Reutte in Tirol Schulzentrum \| \| \| 3,585 \| Bad Kreckelmoos \| 938 m ü. A. \| \| \| 5,157 \| Klausentunnel (512,54 m) \| Klausentunnel (512,54 m) \| \| \| 5,700 \| Fernpassstraße \| Fernpassstraße \| \| \| 6,900 \| Thanellerkar (bis 7. November 1966) \| Thanellerkar (bis 7. November 1966) \| \| \| 7,200 \| Fernpassstraße \| Fernpassstraße \| \| \| 8,799 \| Heiterwang-Plansee (ehem. Bf) \| 1012 m ü. A. \| \| \| 11,560 \| Bichlbach-Almkopfbahn \| Bichlbach-Almkopfbahn \| \| \| 13,069 \| Bichlbach-Berwang \| 1072 m ü. A. \| \| \| 16,414 \| Lähn (ehem. Bf) \| 1106 m ü. A. \| \| \| 18,500 \| Lichtenbergviadukt \| Lichtenbergviadukt \| \| \| 19,847 \| Lermoostunnel (105,06 m) \| Lermoostunnel (105,06 m) \| \| \| 20,356 \| Lermoos \| 1004 m ü. A. \| \| \| 22,900 \| Ehrwalder Viadukt (Loisach) \| Ehrwalder Viadukt (Loisach) \| \| \| 23,300 \| Ehrwald-Zugspitzbahn \| 974 m ü. A. \| \| \| 25,856 \| Schanz (bis 26. September 1971) \| Schanz (bis 26. September 1971) \| \| \| 27,600 \| Schanz Ausweiche \| Schanz Ausweiche \| \| \| 28,700 \| Loisach \| Loisach \| \| \| 29,200 \| Schober (bis 29. Mai 1960) \| Schober (bis 29. Mai 1960) \| \| \| 30,44514,848 \| Staatsgrenze Österreich / Deutschland \| Staatsgrenze Österreich / Deutschland \| \| \| 13,268 \| Griesen (Oberbay) \| 818 m ü. NHN \| \| \| 6,213 \| Loisach (52 m) \| Loisach (52 m) \| \| \| 5,458 \| Untergrainau (ehem. Bf) \| 740 m ü. NHN \| \| \| 4,610 \| Obergrainau \| Obergrainau \| \| \| 3,400 \| Kreuzeckbahn \| Kreuzeckbahn \| \| \| \| \| \| \| \| \| von Zugspitzplatt (Bayerische Zugspitzbahn) \| \| \| \| 2,100 \| Rießersee \| Rießersee \| \| \| \| \| \| \| \| 1,253 \| Garmisch-Partenkirchen Hausbergbahn (seit 27. Februar 2007) \| Garmisch-Partenkirchen Hausbergbahn (seit 27. Februar 2007) \| \| \| \| \| \| \| \| \| von Innsbruck Hbf \| \| \| \| \| Garmisch (Bayerische Zugspitzbahn) \| \| \| \| 0,000 \| Garmisch-Partenkirchen \| 708 m ü. NHN \| \| \| \| nach München Hbf \| \| \| \| \| \| \| \| Quellen: [1][2][3][4][5][6][7] \| \| \| \| | |                                                             |                                                             |
| Strecke | | von Lindau-Insel                                            | von Lindau-Insel                                            |
| Abzweig geradeaus und ehemals von links | | von Isny                                                    | von Isny                                                    |
| Strecke · Kopfbahnhof Streckenanfang (Strecke außer Betrieb) | 0,000 | Kempten (Allgäu) Hbf (bis 1969)                             | Kempten (Allgäu) Hbf (bis 1969)                             |
| Bahnhof · Strecke (außer Betrieb) | 0,410 | Kempten (Allgäu) Hbf (seit 1969)                            | 705 m ü. NHN                                                |
| Abzweig geradeaus und ehemals nach links · Abzweig geradeaus und nach rechts (Strecke außer Betrieb) | |                                                             |                                                             |
| Brücke über Wasserlauf · Brücke über Wasserlauf (Strecke außer Betrieb) | | Obere Illerbrücken                                          | Obere Illerbrücken                                          |
| Verschwenkung nach links · Verschwenkung nach rechts (Strecke außer Betrieb) | |                                                             |                                                             |
| Abzweig geradeaus und nach links | 0,929 | nach Buchloe, nach Neu-Ulm                                  | nach Buchloe, nach Neu-Ulm                                  |
| | |                                                             |                                                             |
| Haltepunkt / Haltestelle | 1,827 | St Mang (Hp Awanst, ehem. Bf, früher Kottern-Neudorf)       | St Mang (Hp Awanst, ehem. Bf, früher Kottern-Neudorf)       |
| | |                                                             |                                                             |
| Bahnhof | 3,853 | Durach                                                      | 711 m ü. NHN                                                |
| Haltepunkt / Haltestelle | 6,932 | Sulzberg (ehem. Bf)                                         | 778 m ü. NHN                                                |
| Brücke | 7,973 | Bundesautobahn 7 (99 m)                                     | Bundesautobahn 7 (99 m)                                     |
| Dienststation / Betriebs- oder Güterbahnhof | 8,421 | Jodbad Sulzbrunn (bis 2008 PV)                              | 818 m ü. NHN                                                |
| Haltepunkt / Haltestelle | 12,033 | Bodelsberg (ehem. Bf)                                       | 898 m ü. NHN                                                |
| Haltepunkt / Haltestelle | 13,647 | Zollhaus-Petersthal (ehem. Bf)                              | 899 m ü. NHN                                                |
| Brücke | 16,647 | Bundesautobahn 7 (79 m)                                     | Bundesautobahn 7 (79 m)                                     |
| Bahnhof | 17,631 | Oy-Mittelberg                                               | 909 m ü. NHN                                                |
| Brücke | 19,055 | Bundesstraße 310 (58 m)                                     | Bundesstraße 310 (58 m)                                     |
| Haltepunkt / Haltestelle | 19,862 | Wertach-Haslach (ehem. Bf)                                  | 891 m ü. NHN                                                |
| Haltepunkt / Haltestelle | 21,626 | Maria Rain                                                  | Maria Rain                                                  |
| Brücke über Wasserlauf | 22,113 | Wertach (132 m)                                             | Wertach (132 m)                                             |
| Brücke über Wasserlauf | 23,725 | Mühlbach (68 m)                                             | Mühlbach (68 m)                                             |
| Bahnhof | 23,914 | Nesselwang                                                  | 864 m ü. NHN                                                |
| ehemaliger Haltepunkt / Haltestelle | 27,000 | Pfronten-Kappel                                             | Pfronten-Kappel                                             |
| Haltepunkt / Haltestelle | 29,259 | Pfronten-Weißbach (ehem. Bf)                                | 874 m ü. NHN                                                |
| Bahnhof | 30,674 | Pfronten-Ried                                               | 858 m ü. NHN                                                |
| Brücke über Wasserlauf | 30,968 | Vils (17 m)                                                 | Vils (17 m)                                                 |
| Bahnhof | 32,958 | Pfronten-Steinach                                           | 841 m ü. NHN                                                |
| Grenze | 34,3400,000 | Staatsgrenze Deutschland / Österreich                       | Staatsgrenze Deutschland / Österreich                       |
| ehemaliger Haltepunkt / Haltestelle | 0,480 | Schönbichl (bis 10. Dezember 2016)                          | 831 m ü. A.                                                 |
| Haltepunkt / Haltestelle | 3,400 | Vils Stadt (seit Juli 2016)                                 | 820 m ü. A.                                                 |
| Abzweig geradeaus und von links | | Anschluss Zementwerk Schretter                              | Anschluss Zementwerk Schretter                              |
| Dienststation / Betriebs- oder Güterbahnhof | 4,000 | Vils                                                        | 817 m ü. A.                                                 |
| Haltepunkt / Haltestelle | 6,200 | Ulrichsbrücke-Füssen                                        | 814 m ü. A.                                                 |
| Haltepunkt / Haltestelle | 7,629 | Musau                                                       | 822 m ü. A.                                                 |
| Brücke über Wasserlauf | | Lech                                                        | Lech                                                        |
| Haltepunkt / Haltestelle | 11,975 | Pflach                                                      | 840 m ü. A.                                                 |
| Bahnhof | 14,3900,000 | Reutte in Tirol                                             | 850 m ü. A.                                                 |
| Haltepunkt / Haltestelle | 0,500 | Reutte in Tirol Schulzentrum                                | Reutte in Tirol Schulzentrum                                |
| ehemaliger Haltepunkt / Haltestelle | 3,585 | Bad Kreckelmoos                                             | 938 m ü. A.                                                 |
| Tunnel | 5,157 | Klausentunnel (512,54 m)                                    | Klausentunnel (512,54 m)                                    |
| Brücke | 5,700 | Fernpassstraße                                              | Fernpassstraße                                              |
| ehemaliger Haltepunkt / Haltestelle | 6,900 | Thanellerkar (bis 7. November 1966)                         | Thanellerkar (bis 7. November 1966)                         |
| Brücke | 7,200 | Fernpassstraße                                              | Fernpassstraße                                              |
| Haltepunkt / Haltestelle | 8,799 | Heiterwang-Plansee (ehem. Bf)                               | 1012 m ü. A.                                                |
| Haltepunkt / Haltestelle | 11,560 | Bichlbach-Almkopfbahn                                       | Bichlbach-Almkopfbahn                                       |
| Bahnhof | 13,069 | Bichlbach-Berwang                                           | 1072 m ü. A.                                                |
| Haltepunkt / Haltestelle | 16,414 | Lähn (ehem. Bf)                                             | 1106 m ü. A.                                                |
| Brücke | 18,500 | Lichtenbergviadukt                                          | Lichtenbergviadukt                                          |
| Tunnel | 19,847 | Lermoostunnel (105,06 m)                                    | Lermoostunnel (105,06 m)                                    |
| Bahnhof | 20,356 | Lermoos                                                     | 1004 m ü. A.                                                |
| Brücke über Wasserlauf | 22,900 | Ehrwalder Viadukt (Loisach)                                 | Ehrwalder Viadukt (Loisach)                                 |
| Bahnhof | 23,300 | Ehrwald-Zugspitzbahn                                        | 974 m ü. A.                                                 |
| ehemaliger Haltepunkt / Haltestelle | 25,856 | Schanz (bis 26. September 1971)                             | Schanz (bis 26. September 1971)                             |
| ehemalige Blockstelle | 27,600 | Schanz Ausweiche                                            | Schanz Ausweiche                                            |
| Brücke über Wasserlauf | 28,700 | Loisach                                                     | Loisach                                                     |
| ehemaliger Haltepunkt / Haltestelle | 29,200 | Schober (bis 29. Mai 1960)                                  | Schober (bis 29. Mai 1960)                                  |
| Grenze | 30,44514,848 | Staatsgrenze Österreich / Deutschland                       | Staatsgrenze Österreich / Deutschland                       |
| Bahnhof | 13,268 | Griesen (Oberbay)                                           | 818 m ü. NHN                                                |
| Brücke über Wasserlauf | 6,213 | Loisach (52 m)                                              | Loisach (52 m)                                              |
| Haltepunkt / Haltestelle | 5,458 | Untergrainau (ehem. Bf)                                     | 740 m ü. NHN                                                |
| ehemaliger Bahnhof | 4,610 | Obergrainau                                                 | Obergrainau                                                 |
| ehemaliger Haltepunkt / Haltestelle | 3,400 | Kreuzeckbahn                                                | Kreuzeckbahn                                                |
| Verschwenkung von links | |                                                             |                                                             |
| Kreuzung geradeaus unten · Strecke von rechts | | von Zugspitzplatt (Bayerische Zugspitzbahn)                 | von Zugspitzplatt (Bayerische Zugspitzbahn)                 |
| ehemaliger Bahnhof · ehemaliger Bahnhof | 2,100 | Rießersee                                                   | Rießersee                                                   |
| | |                                                             |                                                             |
| Haltepunkt / Haltestelle · Haltepunkt / Haltestelle | 1,253 | Garmisch-Partenkirchen Hausbergbahn (seit 27. Februar 2007) | Garmisch-Partenkirchen Hausbergbahn (seit 27. Februar 2007) |
| | |                                                             |                                                             |
| Abzweig geradeaus und von rechts · Strecke | | von Innsbruck Hbf                                           | von Innsbruck Hbf                                           |
| Strecke · Kopfbahnhof Streckenende | | Garmisch (Bayerische Zugspitzbahn)                          | Garmisch (Bayerische Zugspitzbahn)                          |
| Bahnhof | 0,000 | Garmisch-Partenkirchen                                      | 708 m ü. NHN                                                |
| Strecke | | nach München Hbf                                            | nach München Hbf                                            |
| | |                                                             |                                                             |
| Quellen: | |                                                             |                                                             |

Koordinaten: 47° 29′ 35,1″ N, 10° 43′ 17,5″ O
Die Außerfernbahn ist eine eingleisige, grenzüberschreitende Nebenbahn zwischen Bayern und Tirol. Sie verläuft von Kempten über Pfronten und Reutte nach Garmisch-Partenkirchen. Namensgebend ist das Außerfern, das die Strecke erschließt.
Die Bahnstrecke wurde zwischen 1895 und 1913 eröffnet und verbindet das Außerfern mit der Mittenwaldbahn und der Bahnstrecke München–Garmisch-Partenkirchen im Osten sowie der Bahnstrecke Buchloe–Lindau und der Illertalbahn im Westen. Der österreichische Abschnitt ist im Bezug auf das übrige österreichische Eisenbahnnetz ein Inselbetrieb. Zwischen Garmisch-Partenkirchen und Pfronten-Steinach ist sie elektrifiziert.

## Geschichte

### Vorgeschichte und Bau

#### Fernbahn
Die Eröffnung der Semmeringbahn 1854 zeigte, dass eine Gebirgsbahn über die Alpen möglich ist. Die Handelsstädte Augsburg und Kempten, die seit 1852 über die Ludwig-Süd-Nord-Bahn verbunden waren, wollten die alten Handelsrouten über den Fern- und Reschenpass nach Oberitalien wieder beleben. Es tauchten daher in der zweiten Hälfte des 19. Jahrhunderts erste Pläne für eine „Fernbahn“ von Kempten über den Fernpass ins Inntal auf. Die bayerische Staatsregierung favorisierte jedoch die Verbindung über München und Kufstein, was sich im Bau der Bayerischen Maximiliansbahn widerspiegelte. Für die Verbindung vom Inntal nach Südtirol wurde die Brennerbahn gegenüber einer Bahn über den Reschenpass bevorzugt, da diese einfacher zu bauen war. Darauf machten sich die südwestdeutschen Städte für eine Bahn über den Fernpass als Zulaufstrecke zur Brennerbahn stark, um den Umweg über München und Kufstein zu verkürzen. Diese Bahnstrecke wurde auch als Verbindung Tirols ins Vorarlberg und weiter in die Schweiz diskutiert. Nach dem Deutsch-Französischen Krieg von 1870/1871 wurde jedoch die Arlbergbahn als inner-österreichische Verbindung ins Vorarlberg gegenüber der Verbindung über den Fernpass und Kempten bevorzugt. Mit Eröffnung der Gotthardbahn 1882 erhielt der südwestdeutsche Raum eine Alternative zur Brennerbahn, was sich zu deren Nachteil auswirkte. Deshalb wurde in den 1890er Jahren von Tirol eine Bahn über den Fernpass gefordert. Die bayerische Regierung hatte jedoch kein Interesse an dieser Verbindung und genehmigte am 26. Mai 1892 statt einer Hauptbahn eine Lokalbahn von Kempten nach Pfronten.

#### Abschnitt Kempten – Reutte
Der Bau der Lokalbahn begann im März 1894 an der Wertachbrücke. Die Strecke wurde vielfach mit 180-Meter-Bögen und Steigungen von 25 ‰ trassiert. Kurz vor der Eröffnung gab es im November 1895 einen Erdrutsch an der Wertachbrücke. Trotzdem konnte am 1. Dezember 1895 die Strecke von Kempten nach Pfronten-Ried eröffnet werden.
Als eine Erweiterung der Linie zur Diskussion stand, wurden folgende drei Varianten diskutiert:
- Pfronten–Reutte–Ehrwald–Gaistal–Leutasch–Innsbruck
- Pfronten–Reutte–Fernpass–Imst („Fernbahn“) und
- Pfronten–Reutte–Ehrwald–Garmisch–Leutasch–Innsbruck.

Da Garmisch zu der Zeit schon einen Bahnanschluss nach München besaß, lag es nahe, eine direkte Verbindung München–Innsbruck anzustreben. Für diese Route sprach weiterhin, dass über Garmisch die geringste Passhöhe überwunden werden musste und mehr Ortschaften erschlossen werden konnten.
Auf Initiative der Marktgemeinde Reutte wurde der österreichische Ingenieur Josef Riehl beauftragt, einen Plan für die Verlängerung der Lokalbahn bis nach Reutte auszuarbeiten. Nachdem das notwendige Kapital durch Aktienzeichnung bereitgestellt werden konnte, wurde am 11. Oktober 1904 die Konzession für die Lokalbahn Reutte–Schönbichl ausgestellt. Dem bereits am 8. Oktober 1904 erfolgten ersten Spatenstich folgte am 22. November 1904 ein Staatsvertrag zwischen Bayern und Österreich. In diesem wurde vereinbart, die Lokalbahn von Kempten bis nach Reutte zu verlängern und eine Bahnstrecke von Innsbruck über Garmisch-Partenkirchen nach Reutte zu bauen. Am 16. Dezember 1905 konnten die Verlängerung der Lokalbahn bis zur Reichsgrenze und die Lokalbahn auf österreichischer Seite nach Reutte eröffnet werden. Gemäß dem Staatsvertrag erfolgten der Bau der Strecke bis zur Grenze und der Betrieb der Strecke Kempten-Reutte durch die bayerische Staatsbahn. Die Finanzierung, der Bau, die Verwaltung und der Unterhalt der österreichischen Strecke aber erfolgten durch die private Aktiengesellschaft Lokalbahn Reutte–Schönbichl AG.

#### Abschnitt Garmisch-Partenkirchen – Reutte
Nach mehrjähriger Planung erfolgte am 1. Juli 1910 die Gründung der privaten Mittenwaldbahn AG, die für die Finanzierung, den Bau, die Verwaltung und den Unterhalt der österreichischen Abschnitte der Strecke Innsbruck-Reutte verantwortlich war. An der noch als Mittenwaldbahn II bezeichneten Strecke Garmisch-Partenkirchen – Reutte begannen daraufhin die Arbeiten. Die Mittenwaldbahn I von Garmisch nach Innsbruck wurde 1912 eröffnet, die Strecke Garmisch–Reutte am 29. Mai 1913. Beide Strecken wurden von Anfang an elektrisch betrieben.
Wie schon bei der Lokalbahn Kempten–Reutte erfolgte der Bau der Strecke auf der bayerischen Seite durch die bayerische Staatsbahn. Ebenso wurde der Betrieb der Strecke von Garmisch nach Reutte durch die bayerische Staatsbahn durchgeführt. Die Strecke Innsbruck–Garmisch hingegen wurde von der Mittenwaldbahn AG betrieben.

### Erste Betriebsjahre
Bereits 1920 wurde zur Förderung des Tourismus die Haltestelle Bad Kreckelmoos neu errichtet. In dieser Zeit wurde auch die Haltestelle Schober für Holzarbeiter eingerichtet. Bis 1925 wurde der elektrifizierte Teil der Außerfernbahn mit Strom aus Österreich versorgt. Dazu bestand in der Nähe der Haltestelle Schanz ein Unterwerk. Seit der Eröffnung des Walchenseekraftwerks wird die Strecke bis Reutte vom Unterwerk Murnau gespeist, und das Unterwerk Schanz wurde stillgelegt. Mit Zunahme des Fremdenverkehrs in Ehrwalder Becken wurden seit Sommer 1925 zusätzliche Verstärkerzüge zwischen Garmisch-Partenkirchen und Lermoos eingesetzt. Mit der Eröffnung der Tiroler Zugspitzbahn im Jahr 1926 erhöhte sich das Fahrgastaufkommen weiter. In diesem Zusammenhang wurde der Bahnhof Ehrwald in Ehrwald-Zugspitzbahn umbenannt,:28 liegt jedoch über 3 km von deren Talstation und knapp 2 km von der Wettersteinbahn entfernt.
Mit der Eröffnung der Kreuzeckbahn 1926 wurde an der Außerfernbahn die gleichnamige Haltestelle in Garmisch eröffnet, die etwa einen Kilometer von der Talstation der Bahn entfernt lag.:27
Durch Inkrafttreten der 1000-Mark-Sperre im Sommer 1933 sank der Verkehr auf der Außerfernbahn merklich. Erst mit der Aufhebung der Wirtschaftssanktionen im Jahr 1936 nahm der Verkehr wieder zu. Dazu wurde im Jahr 1937 die Wintersporthaltestelle Thanellerkar eröffnet. Am 1. Januar 1935 wurde die Mittenwaldbahn AG verstaatlicht, womit die Betriebsführung auf der Mittenwaldbahn auf die Österreichischen Bundesbahnen (BBÖ) überging. Der Betrieb auf der Außerfernbahn wurde weiterhin von der Deutschen Reichsbahn durchgeführt. Mit dem Anschluss Österreichs im März 1938, der Eingliederung der Österreichischen Bundesbahnen in die Deutsche Reichsbahn und der Verstaatlichung der Lokalbahn Reutte–Schönbichl AG am 1. Januar 1939, wurde der östliche Streckenabschnitt Garmisch-Partenkirchen–Reutte der Reichsbahndirektion München und der westliche Streckenabschnitt Kempten–Reutte der Reichsbahndirektion Augsburg zugeschlagen. Um Lokomotiven der Baureihe E 44 einsetzen zu können, wurde in den 1940er Jahren der Oberbau durch die DRG verstärkt. Während des Zweiten Weltkrieges wurde der Fahrplan stark gekürzt. Kurz vor dem Kriegsende im Februar 1945 wurden der Bahnhof Garmisch-Partenkirchen bombardiert und das an der Außerfernbahn liegende Betriebswerk teilweise zerstört.

### Niedergang nach 1945
Mit dem Ende des Zweiten Weltkriegs wurden unmittelbar nach der Neuerrichtung der Republik Österreich die ÖBB neugegründet; bereits am 20. Juli 1945 nahm die Generaldirektion der österreichischen Staatseisenbahnen den Betrieb wieder auf. Auch die Direktionsstruktur aus der Zeit vor 1938 wurde wiedererrichtet, so auch die Bundesbahndirektion Innsbruck, in deren Zuständigkeitsbereich der österreichische Teil der Außerfernbahn lag. Mit der Gründung der Deutschen Bundesbahn als Nachfolgerin der Deutschen Reichsbahn für das Gebiet der Bundesrepublik Deutschland am 7. September 1949 übernahm sie den Betrieb des deutschen Abschnitts der Außerfernbahn.
Bald kehrte man wieder zu der bewährten Betriebsführung zurück, der zufolge die Außerfernbahn komplett von der Deutschen Bundesbahn bedient wurde. Am 10. Dezember 1949 wurde zwischen der Deutschen Bundesbahn und den Österreichischen Bundesbahnen ein Abkommen unterzeichnet, nach dem der österreichische Abschnitt „Außerfernbahn“ heißt. Zwischen 1949 und 1951 wurde ein Gleisanschluss vom Bahnhof Vils zum Zementwerk Schretter & Cie errichtet. In einem Staatsvertrag von 31. Oktober 1957 wurde zwischen Deutschland und Österreich ein privilegierter Eisenbahn-Durchgangsverkehr beschlossen. Auf dessen Basis wurde am 21. August 1959 die Fahrdienstübereinkunft von 1913 durch die Außerfernbahn-Mittenwaldbahn-Übereinkunft (AMÜ) ersetzt, die der jeweiligen Bahnverwaltung erlaubt, Fahrzeuge und Lokomotivführer im Bereich Scharnitz–Garmisch-Partenkirchen–Reutte–Pfronten-Steinach einzusetzen. Das Abkommen regelte außerdem, dass außer dem Korridorverkehr zwischen Innsbruck und Reutte und Güterzug-Vorspannleistungen alle Triebfahrzeugdienste von der DB durchgeführt werden.
Mit Zunahme des Individualverkehrs und damit dem Fahrgastrückgang wurden Stationen stillgelegt, u. a. 1966 die Haltestellen Thanellerkar und Bad Kreckelmoos sowie 1971 die Haltestelle Schanz. Für die Ortsumgehung von Reutte durch die Fernpassstraße wurden 1978/79 zwischen Reutte und Bad Kreckelmoos 1,5 Kilometer Gleis neu trassiert.
In den 1980er Jahren wies die Strecke vereinzelten Schienenpersonenfernverkehr auf. So verkehrte beispielsweise eine Kurswagengruppe des Fern-Express (FD) Allgäu, dessen Stammzug Dortmund mit Oberstdorf verband, zwischen Kempten und Garmisch-Partenkirchen als Eilzug (E). Zusätzlich verband der Alpen-See-Express zeitweise Hamburg und Dortmund an Freitagen direkt mit Pfronten-Steinach.
Am 1. Januar 1994 übernahm die Deutsche Bahn AG (DB AG) als Nachfolgerin der Deutschen Bundesbahn und der Deutschen Reichsbahn den Personenverkehr auf der Außerfernbahn.
1993 wurde die Haltestelle Reutte in Tirol Schulzentrum eröffnet. Im September desselben Jahres wurde aufgrund der sanierungsbedürftigen deutschen Oberleitungsanlage die Höchstgeschwindigkeit für elektrische Triebfahrzeuge auf 40 km/h festgelegt. Daraufhin wurde der Personenverkehr zwischen Garmisch-Partenkirchen und Pfronten-Steinach durch die ÖBB mit Dieseltriebwagen der Reihe 5047 übernommen. Den Güterverkehr zwischen Ehrwald und Vils übernahmen ebenfalls die ÖBB. Mit Abzug der ÖBB-Dieseltriebwagen 1996 wurden von den ÖBB Triebwagen der Reihe 4020 zwischen Garmisch-Partenkirchen und Reutte und Busse weiter nach Pfronten eingesetzt. Mit dem Abschluss eines Verkehrsdienstevertrages für den Schienenregionalverkehr zwischen dem Land Tirol und den ÖBB im Jahr 1998 verpflichtete sich die ÖBB, den Personenverkehr auf der Außerfernbahn bis 2007 aufrechtzuerhalten. Infolgedessen fuhren die Triebwagen der DB wieder von Kempten bis nach Reutte durch. Das Pfingsthochwasser 1999 verwüstete zwischen Grainau und Ehrwald die Außerfernbahn vielerorts, worauf der Betrieb bis Ende August 1999 eingestellt werden musste, um die Schäden zu beheben. Trotz dem Verkehrsdienstevertrag von 1998 kündigten die ÖBB im Sommer 2000 an, die Außerfernbahn stilllegen zu wollen. Aufgrund dieser Ankündigung wurden die bereits genehmigten Mittel für die Sanierung der Oberleitung aus dem Bundesschienenwegeausbaugesetz eingefroren. Die sanierungsbedürftige Oberleitung musste deshalb im Herbst 2000 aus Sicherheitsgründen abgeschaltet und abgebaut werden. Da die ÖBB den Personenverkehr nicht mit Dieselfahrzeugen abwickeln wollten, wurden ab dem 16. Oktober 2000 zwischen Garmisch-Partenkirchen und Reutte stattdessen Busse eingesetzt. Ab Februar 2001 fuhren einzelne Dieselzüge der DB von Kempten bis nach Ehrwald. Am 10. Juni 2001 übernahm die DB Regio den Verkehrsdienstevertrag der ÖBB und somit den Personenverkehr auf der Gesamtstrecke Kempten–Garmisch-Partenkirchen.

### Aufschwung und Sanierung seit 2000
Schließlich wurde die Oberleitung zwischen 24. Juni und 13. September 2002 doch wiederhergestellt. Im Dezember 2003 schloss der Verkehrsverbund Tirol mit der DB Regio einen neuen Verkehrsdienstevertrag ab und beauftragte diese für mindestens 5 Jahre mit der Betriebsführung des Personenverkehrs.
Am 28. Januar 2007 wurde in Garmisch der Haltepunkt Hausbergbahn an der Talstation der gleichnamigen Seilbahn, die ein Skigebiet erschließt, zur saisonalen Nutzung für Wintersporttouristen wiedereröffnet. Im ersten Quartal des Jahres 2007 sowie im Winter 2007/08 hielten dort lediglich spezielle Wintersportzüge München–Garmisch-Partenkirchen–Hausbergbahn an den Wochenenden. Vom 14. Dezember 2008 bis zum Ende der Skisaison am Hausberg am 19. April 2009 bedienten hingegen auch alle Reisezüge der Außerfernbahn die Station, während der Halt in Griesen entfiel. Vom 20. Juli bis zum 8. August 2007 erneuerte die DB auf einer Strecke von 3,6 Kilometer die Gleise zwischen Untergrainau und Griesen. Zeitgleich ersetzten die ÖBB sechs Brücken bei Musau, Bichlbach und Ehrwald durch neue Stahlbrücken. Die größte Brücke war dabei die 27 Meter lange Loisachbrücke zwischen Griesen und Ehrwald. Für den Bau der Ortsumfahrung von Heiterwang wurden zwischen 2007 und 2010 eine 56 Meter lange Straßenbrücke über die Bahnstrecke und eine 61,10 Meter lange Eisenbahnbrücke über die Straße gebaut. Die Umfahrung schützt die Bahnstrecke auch vor Muren und Lawinen.
Im September 2009 schrieben die Bayerische Eisenbahngesellschaft und der Verkehrsverbund Tirol gemeinsam das E-Netz Werdenfels aus. Die Ausschreibung gewann die DB Regio Bayern, die seit Dezember 2013 den Abschnitt von Garmisch-Partenkirchen bis Reutte unter der Marke Werdenfelsbahn befährt.
Seit dem Jahr 2011 wurden im österreichischen Abschnitt die Zahl der ca. 90 Bahnübergänge auf ungefähr ein Drittel reduziert und alle Bahnhöfe und Haltestellen erneuert. Der Bahnhof Vils wurde großzügig ausgebaut, dient aber nur noch dem Güterverkehr (insbesondere Zementwerk Schretter). Für den Personenverkehr wurde die neue Haltestelle Vils Stadt errichtet, die wesentlich zentrumsnäher liegt. Durch den Umbau der Sicherungstechnik zwischen Kempten und Pfronten konnten seit Dezember 2012 die Fahrzeiten verkürzt werden. Bei Lähn wurde 2013 neben der Bahnstrecke ein 300 Meter langer und 8 Meter hoher Wall zum Schutz vor der Wiestallawine errichtet.
Die Außerfernbahn feierte im Jahre 2013 das hundertjährige Bestehen. Aus diesem Anlass brachte die Österreichische Post eine Briefmarke im Wert von 70 Cent heraus.
Die Bayerische Eisenbahngesellschaft hat 2013 die Strecke von Kempten bis Reutte als Teil des Dieselnetzes Allgäu ausgeschrieben. Die Ausschreibung konnte die DB Regio Bayern ebenfalls gewinnen und wird somit den Verkehr bis Dezember 2029 durchführen.
Wegen Mängeln im Unterbau wurde am 16. Juli 2015 die Streckenklasse zwischen Durach und Pfronten-Steinach von C3 auf A reduziert. Durch die damit verbundene Reduzierung der Radsatzlast ist im Fall einer Sperrung der östlichen Anbindung kein Schienengüterverkehr mit Diesellokomotiven nach Vils und Reutte mehr möglich. Der Schienenpersonenverkehr mit den dort eingesetzten leichten Dieseltriebwagen war nicht betroffen. In der Zwischenzeit wurden die Mängel jedoch wieder behoben. Im Mai 2018 wurde in Pfronten-Ried ein neues Video-Reisezentrum eröffnet.

### Elektrifizierung Reutte – Pfronten-Steinach
Als Abschluss der Bauarbeiten im österreichischen Abschnitt wurde bis November 2019 der Abschnitt zwischen Reutte in Tirol und der Grenze bei Schönbichl elektrifiziert. Eine entsprechende Absichtserklärung zwischen den Beteiligten war am 29. September 2017 unterzeichnet worden. Die Gesamtinvestitionen wurden mit rund 14,3 Millionen Euro veranschlagt. Davon fallen in Tirol zehn Millionen Euro und in Bayern 4,3 Millionen Euro an. Auf bayerischer Seite wurde außerdem ein Schaltposten in Garmisch-Partenkirchen errichtet. Vom 15. März 2019 bis zum 27. April 2019 und vom 13. September 2019 bis zum 4. November 2019 war die Außerfernbahn zwischen Reutte in Tirol und Pfronten-Steinach gesperrt. In diesem Zeitraum wurde sie zwischen Reutte in Tirol und der Staatsgrenze nächst Schönbichl elektrifiziert. Am 5. November 2019 fand die erste elektrische Probefahrt statt. Bei den Güterzügen zum Zementwerk in Vils entfällt seit der Elektrifizierung das Abstellen der Elektrolokomotive in Reutte. Die Diesellok für den Inselbetrieb zwischen Reutte und Vils kann damit eingespart werden, jedoch ist für die Bedienung der Gleisanschlüsse in Reutte weiterhin eine kleine Diesellokomotive notwendig.
Im August 2020 hatte die Deutsche Bahn die Elektrifizierung des 1,4 Kilometer langen Streckenabschnitts von der Staatsgrenze bis Pfronten-Steinach beim Eisenbahn-Bundesamt beantragt. Die vom Bund und vom Freistaat Bayern bezuschussten Baumaßnahmen erfolgten in der zweiten Hälfte 2021. Da für die Fahrgäste in Pfronten-Steinach ein Umsteigezwang zwischen Diesel- und Elektrozügen entsteht, soll dort ein barrierefreier Ausbau bis Ende 2022 erfolgen. Um Synergieeffekte zu erzielen, hat die DB Netz AG, die Eigentümerin der anschließenden Strecke in Bayern ist, die ÖBB auch mit den Planungen bis zum Baurecht der Oberleitung auf dem 1,4 Kilometer langen Streckenabschnitt diesseits der Landesgrenze bis Pfronten-Steinach beauftragt. Seit Dezember 2020 wird für den Westabschnitt ein Dieseltriebwagen weniger benötigt, während die Verlängerung der elektrischen Regionalbahnen aus Garmisch-Partenkirchen umlaufneutral erfolgt.

### Seit 2021
Seit dem Fahrplanwechsel im Dezember 2021 verkehren Elektrotriebwagen der Baureihe 442 durchgehend von Garmisch-Partenkirchen bis Pfronten-Steinach.
Ende November 2021 wurden zwischen Kempten und Pfronten ein erhöhter Verschleiß an den Schienen und den Radsätzen der eingesetzten Triebwagen vom Typ Pesa Link festgestellt. Des Weiteren wurden Gleislagefehler im Bereich Jodbad Sulzbrunn und Oy-Mittelberg gemessen. Daraufhin wurde der Schienenverkehr eingestellt und bis zum 20. März 2022 ein Busnotverkehr zwischen Kempten und Pfronten eingerichtet. Anschließend verkehrten wieder Triebwagen vom Typ Desiro, an denen im Mai 2022 ebenfalls ein erhöhter Verschleiß festgestellt wurde, woraufhin der Schienenverkehr wieder durch einen Busnotverkehr bis Anfang Juli ersetzt wurde.

### Zwischenfälle
Am 7. April 1926 ereignete sich nahe der Haltestelle Schober ein Unfall, bei dem die Lokomotive EP 3/5 20003 und einige Personenwagen aufgrund überhöhter Geschwindigkeit entgleisten und eine Böschung hinabstürzten.
Am 22. Januar 2020 kam es zu einem Beinaheunfall zweier Personenzüge bei Griesen. Der vom österreichischen Bahnhof Ehrwald-Zugspitzbahn kommende Zug RB 5523 stand vor dem haltzeigenden Einfahrsignal des Bahnhofs Griesen. Aus der Gegenrichtung von Garmisch-Partenkirchen kam der Zug RB 5522 und sollte nach Reutte in Tirol fahren. Der Zug fuhr aus dem Bahnhof Griesen aus und kam nach einer eingeleiteten Schnellbremsung 20 Meter vor dem aus Ehrwald kommenden Zug zum Stehen. Der Streckenabschnitt zwischen den Bahnhöfen Ehrwald-Zugspitzbahn und Griesen (Oberbay) ist nicht mit einem Streckenblock ausgerüstet. Ursache für den Zwischenfall war, dass die Zugmeldegespräche zwischen den Fahrdienstleitern der beiden Bahnhöfe nicht vorschriftskonform durchgeführt wurden, sodass beide den Zügen die Zustimmung zur Fahrt in den Streckenabschnitt erteilten.

## Streckenbeschreibung

### Verlauf

#### Abschnitt Kempten – Reutte
Die Bahnstrecke beginnt im Bahnhof Kempten im hügeligen Alpenvorland, wo sie von der Bayerischen Allgäubahn abzweigt. Nach Überquerung der Iller verlässt die Außerfernbahn die Hauptstrecke und biegt in einem Rechtsbogen in Richtung Süden ab. Sie durchquert den Kemptner Stadtteil Sankt Mang und erreicht den gleichnamigen Haltepunkt. Anschließend wendet sich die Strecke in südöstliche Richtung und erreicht den Bahnhof Durach. Gemeinsam mit der Staatsstraße 2520 verlässt die Strecke den Ort Durach in Richtung Süden und unterquert die Bundesautobahn 980. Im folgenden kurvenreichen Abschnitt erreicht die Strecke den Haltepunkt Sulzberg, überquert die Bundesautobahn 7 und unterquert direkt im Anschluss die Staatsstraße 2520. Kurz darauf erreicht die Strecke den Bahnhof Jodbad Sulzbrunn, an dem seit 2008 keine Personenzüge mehr halten. Weiter kurvenreich steigt die Strecke in Richtung der Haltepunkte Bodelsberg und Zollhaus-Petersthal. Die Strecke überquert ein weiteres Mal die Bundesautobahn 7 und erreicht den Bahnhof Oy-Mittelberg. In Richtung Südosten führend, überquert die Strecke die Bundesstraße 310, um anschließend in einer engen Schleife den Haltepunkt Wertach-Haslach zu erschließen. Am Haltepunkt Maria Rain wird die Strecke von der Staatsstraße 2520 überquert und überquert anschließend selbst, in Richtung Osten führend, die Wertach. Weiter Richtung Südosten durchquert die Strecke die Orte Nesselwang und Pfronten-Weißbach und biegt anschließend Richtung Süden ab, um den Bahnhof Pfronten-Ried zu erreichen. Im Anschluss an diesen überquert die Strecke die Vils und folgt dieser in südsüdöstlicher Richtung, bis sie zwischen Pfronten-Steinach und Schönbichl die Grenze zu Österreich überquert.
Weiter der Vils folgend erreicht die Strecke die Stadt Vils und biegt im Anschluss in Richtung Osten ab. Kurz vor dem Lech biegt die Strecke rechts ab und folgt dem Lech flussaufwärts. Auf rund einem Kilometer Länge folgt die Außerfernbahn dem Lech, bis sie in Richtung Musau abbiegt und, weiter in Richtung Südosten führend, den Lech bei Pflach überquert. Direkt im Anschluss an die Brücke führt die Strecke in einem Rechtsbogen in Richtung Süden, bis sie Reutte in Tirol erreicht.

#### Abschnitt Reutte – Garmisch-Partenkirchen

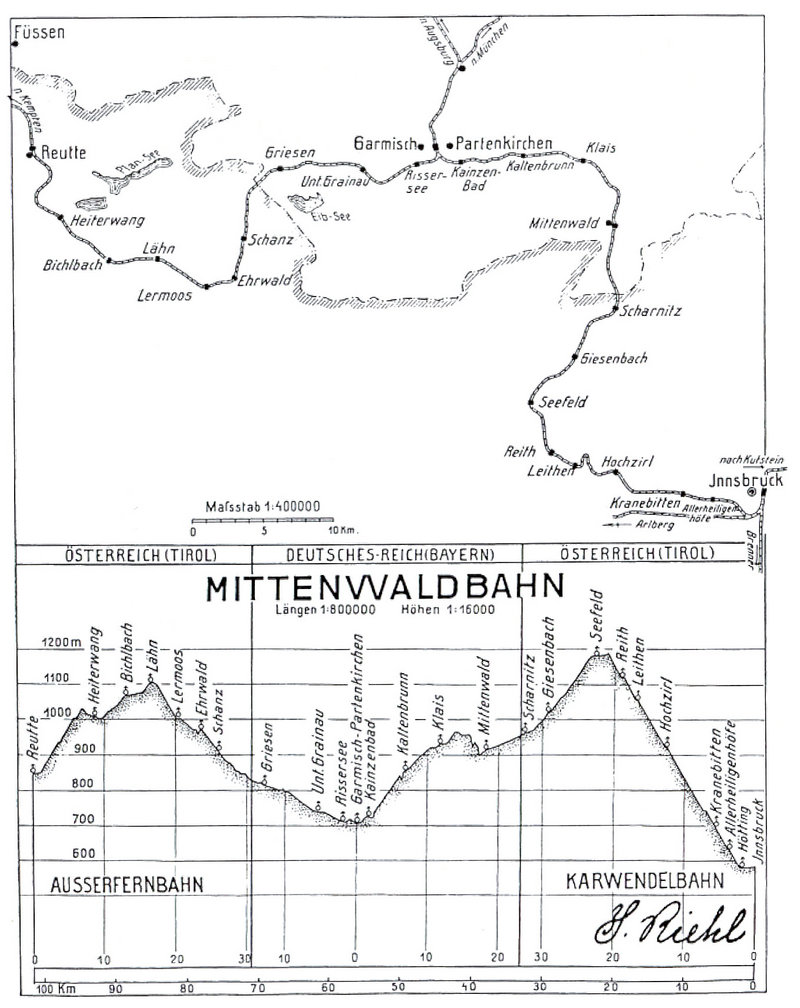
Übersicht der Streckenführung und des Höhenprofils von 1913

Im Anschluss an den Bahnhof Reutte biegt die Strecke in einem Linksbogen für etwa einen Kilometer Richtung Osten ab, um sich dann in Richtung Süd-Südwesten zu wenden. Die Strecke steigt dabei aus dem Lechtal in das Tal Zwischentoren und durchquert, wieder in Richtung Südosten führend, den Falkenberg unterhalb des Fort Claudia im Klausentunnel. Kurvenreich führt die Strecke an Heiterwang vorbei, um dann dem Grundbach in Richtung Südosten zu folgen. Zwischen Bichlbach und Lähn tendiert die Strecke in Richtung Osten, um in Lähn die Talwasserscheide zwischen Lech und Loisach zu überqueren. Mit einer Höhe von 1106 m ü. A. ist dies auch der höchste Punkt der Bahnstrecke. Weiter in Richtung Südosten folgt zwischen Lähn und Lermoos eine Talengstelle, wobei sich die Strecke an den nördlichen Berghang anschmiegt. Kurz vor dem Bahnhof Lermoos führt die Strecke durch ein Trogbauwerk, das auf etwa 105 Meter überbaut wurde. Dort biegt die Strecke auch in Richtung Osten ab und umgeht das Moor im Ehrwalder Becken etwas höhergelegen an dessen nördlichem Rand. Bei Ehrwald biegt die Strecke in einem Linksbogen in Richtung Norden ab und überquert dabei die Staatsstraße und die Loisach auf dem Ehrwalder Viadukt. Die Außerfernbahn verlässt somit das Zwischentoren und folgt dem engen Loisachtal. Kurz nach dem der Weißlehnbach in der Loisach mündet, überquert die Bahnstrecke die Loisach.
Kurz vor der Grenze zwischen Ehrwald und Griesen biegt die Strecke zuerst Richtung Nordosten und dann Richtung Osten ab. Sie folgt dem Loisachtal, bis sie kurz vor Grainau die Loisach ein letztes Mal überquert. Dort öffnet sich das Talbecken von Garmisch-Partenkirchen, und die Bahnstrecke führt entlang der nördlichen Wetterstein-Ausläufer. Die Strecke wird von der Bayerischen Zugspitzbahn mit einer Blechbalkenbrücke überquert, die nach einem Bogen bis zum Bahnhof Garmisch-Partenkirchen parallel zur Außerfernbahn verläuft. Vor dem Bahnhof Garmisch-Partenkirchen wendet sich die Strecke durch einen Linksbogen in Nordrichtung und endet dort.
Die Maximalsteigung der Strecke beträgt zwischen Kempten und Reutte 25 Promille und zwischen Reutte und Garmisch 37,5 Promille.

### Sicherungstechnik
Die sicherungstechnische Erneuerung der Infrastruktur wurde am 14. September 2016 abgeschlossen. So sind im gesamten ÖBB-Streckenabschnitt alle Bahnhöfe (Ehrwald-Zugspitzbahn, Lermoos, Bichelbach-Berwang, Reutte in Tirol und Vils) nun mit modernen Sicherungsanlagen, vollständiger (Licht-)Signalisierung, Gleisfreimeldeanlagen und Streckenblock ausgerüstet. Der gesamte österreichische Streckenabschnitt wird vom Bahnhof Reutte aus im Zugleitbetrieb betrieben. Die Gesamtkosten waren mit ca. 54 Mio. Euro veranschlagt.

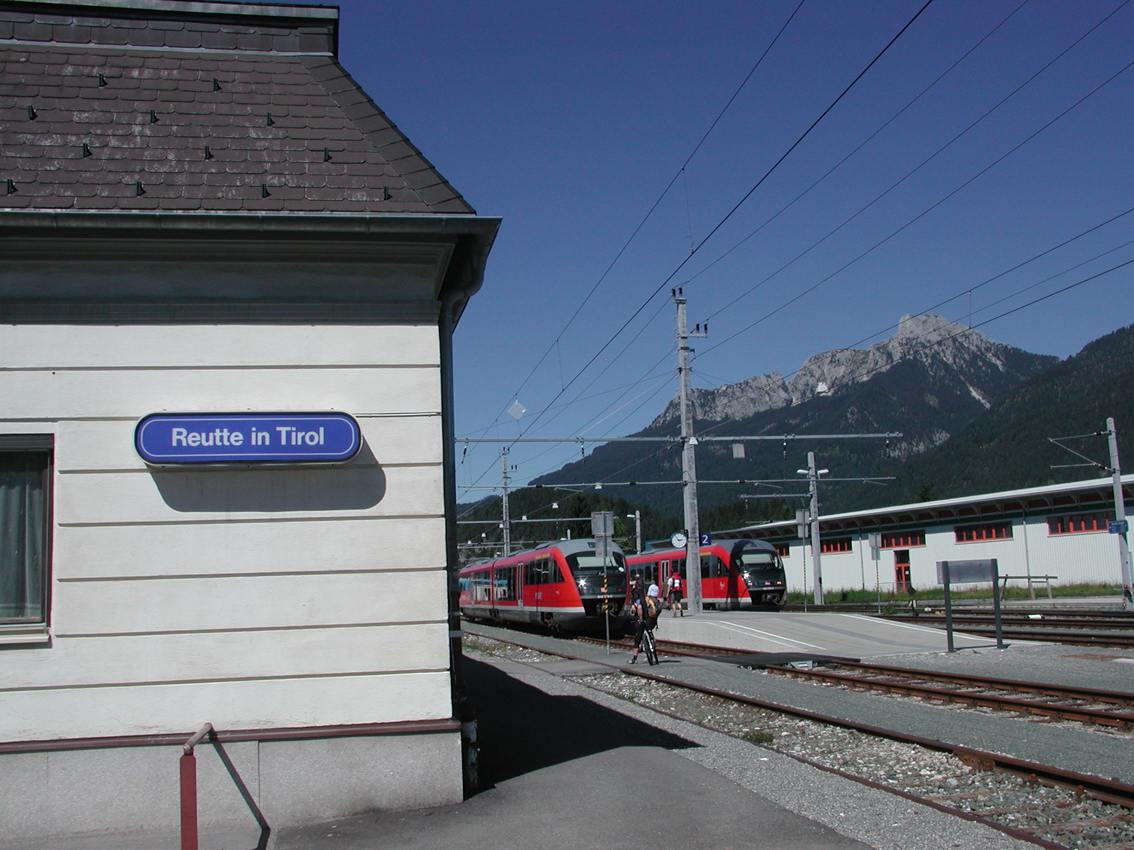
Der Bahnhof Reutte in Tirol

Auch in Deutschland wurden Bahnübergänge aufgelassen oder gesichert und die Signal- und Sicherungstechnik erneuert. Dazu wurde im November 2011 in Durach ein elektronisches Stellwerk Regional (ESTW-R) der Bauform ZSB 2000 von Scheidt & Bachmann in Betrieb genommen, das den Abschnitt Durach–Pfronten-Steinach steuert.
Der Bahnhof Griesen (Oberbay) war bis Ende November 2024 mit einem mechanischen Stellwerk der Bauart Krauss von 1913 mit nachgerüsteter Technik von Scheidt & Bachmann (vereinfachte Nebenbahntechnik) ausgestattet. Ursprünglich besaß der Bahnhof lediglich mechanische Einfahrsignale. Später wurde der Bahnhof mit vereinfachten Lichtsignalen ausgerüstet. Die Lichtsignale wurden ebenfalls mit einem vereinfachten Gleisbildstellpult gestellt und mithilfe von Schlüsseln in Abhängigkeit zum mechanischen Stellwerk gebracht. In Richtung Garmisch-Partenkirchen war ursprünglich ein Trägerfrequenzblock 71 eingesetzt, welcher mit der Inbetriebnahme des ESTW Garmisch-Partenkirchen durch einen Selbstblock 60 ersetzt wurde. Der Streckenabschnitt zwischen Griesen und Ehrwald-Zugspitzbahn war ohne Streckenblock ausgerüstet. Die Sicherung der Zugfahrten erfolgte allein durch fernmündliche Zugmeldungen. Im Juni 2023 wurde der Bahnhof Griesen mit dem Assistenzsystem Technische Unterstützung Zugmeldebetrieb (TU ZMB) für Streckenabschnitte ohne Streckenblock ausgerüstet. Anfang Dezember 2024 wurde das Stellwerk durch ein von Weilheim aus ferngesteuertes ESTW der Bauform ZSB 2000 ersetzt.

## Fahrzeugeinsatz

### Abschnitt Garmisch-Partenkirchen – Reutte
Eigens für den Betrieb der Strecke von Garmisch-Partenkirchen nach Reutte beschaffte die Königlich Bayerische Staatseisenbahn fünf elektrische Lokomotiven der Baureihe EP 1 (später E 62). Diese Lokomotiven waren die ersten elektrischen Lokomotiven der Bayerischen Staatsbahn, die für Einphasenwechselstrom mit 15 kV und 16 2/3 Hz beschafft wurden. Für den Personenverkehr wurden zehn Personenwagen der Bauart CL Bay 13, vier Personenwagen der Bauart BCL Bay 13 und vier Gepäckwagen speziell für den Einsatz auf der Außerfernbahn angeschafft.
Ende der 1920er Jahre nahmen der Tourismus und die Fahrgastzahlen im Außerfern zu. Um den Bestand an Fahrzeugen aufzustocken, wurden die vier Lokomotiven der Baureihe EP 3 (später E 36) im Betriebswerk Garmisch beheimatet und von dort aus zusammen mit den Lokomotiven der Baureihe EP 1 auf der Außerfernbahn eingesetzt. Kurzzeitig von 1940 bis zu ihrer Ausmusterung 1941 war die E 73 02 ebenfalls auf der Außerfernbahn unterwegs. Daneben wurden Triebwagen der Baureihe ET 85 eingesetzt.
Ab Mitte der 1940er Jahre, mit Ausmusterung der ersten Generation von Elektrolokomotiven, wurden hauptsächlich Lokomotiven der Baureihe E 44 eingesetzt. Die Baureihe E 44 dominierte bis Ende der 1970er Jahre auf den elektrifizierten Abschnitt der Außerfernbahn den Verkehr. Nach Reutte kamen österreichische Triebfahrzeuge wie die Reihe 1145 nur als Vorspannleistungen für Güterzüge und im Korridorverkehr zwischen Innsbruck und Reutte. Dort wurden ab 1950 Triebwagen der Reihe 4041, später auch Triebwagen der Reihe 4030 eingesetzt.
Anschließend wechselten sich Lokomotiven der Baureihe 139, 141, 140, 112, 110 und 111 im Personenzugverkehr ab. Güterzüge wurden von Lokomotiven der Baureihe E 94 gefahren, bis der Güterverkehr in den 1980er Jahren durch Lokomotiven der Baureihe 1110 und 1020 der ÖBB übernommen wurde. Im Sommer 1981 fuhren Lokomotiven der Baureihe E 69 zwischen Garmisch und Griesen ein Zugpaar.
Aufgrund des schlechten Zustands der Oberleitung ab Mitte der 1990er Jahre setzte man im Personenverkehr Dieseltriebwagen der Reihe 5047 ein. Der Güterverkehr wurde zeitweise mit Diesellokomotiven der Baureihe 290 abgewickelt.

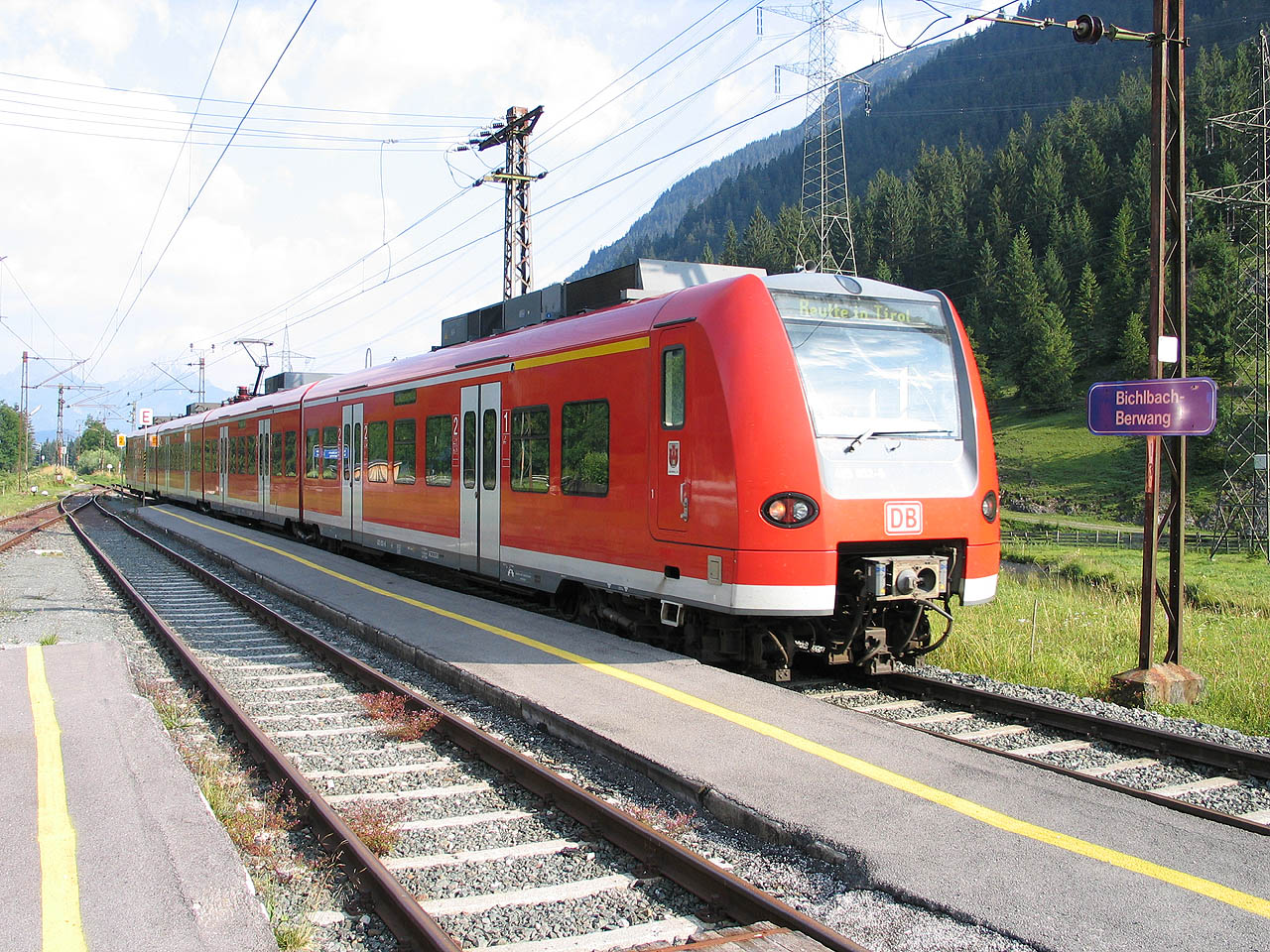
Ein Triebwagen der Baureihe 425 im Bahnhof Bichlbach-Berwang (2005)

Seit 2003 wurden Triebwagen der Baureihe 425 eingesetzt. Insbesondere im Winter wurden einzelne Leistungen mit der Baureihe 111 bespannt. Seit 2013 werden zwischen Reutte und Garmisch elektrische Triebwagen der Baureihe 442 (Talent 2) eingesetzt. Bis zur Elektrifizierung des Abschnitts Reutte–Grenze bei Schönbichl wurden im Güterverkehr gemischte Doppeltraktionen bestehend aus einer Elektrolokomotive der Reihe 1016, 1116 oder 1216 sowie einer Diesellokomotive der Reihe 2016 eingesetzt. Seit der Elektrifizierung werden die Güterzüge in Doppeltraktion mit zwei Elektrolokomotiven durchgehend bis Vils gefahren.

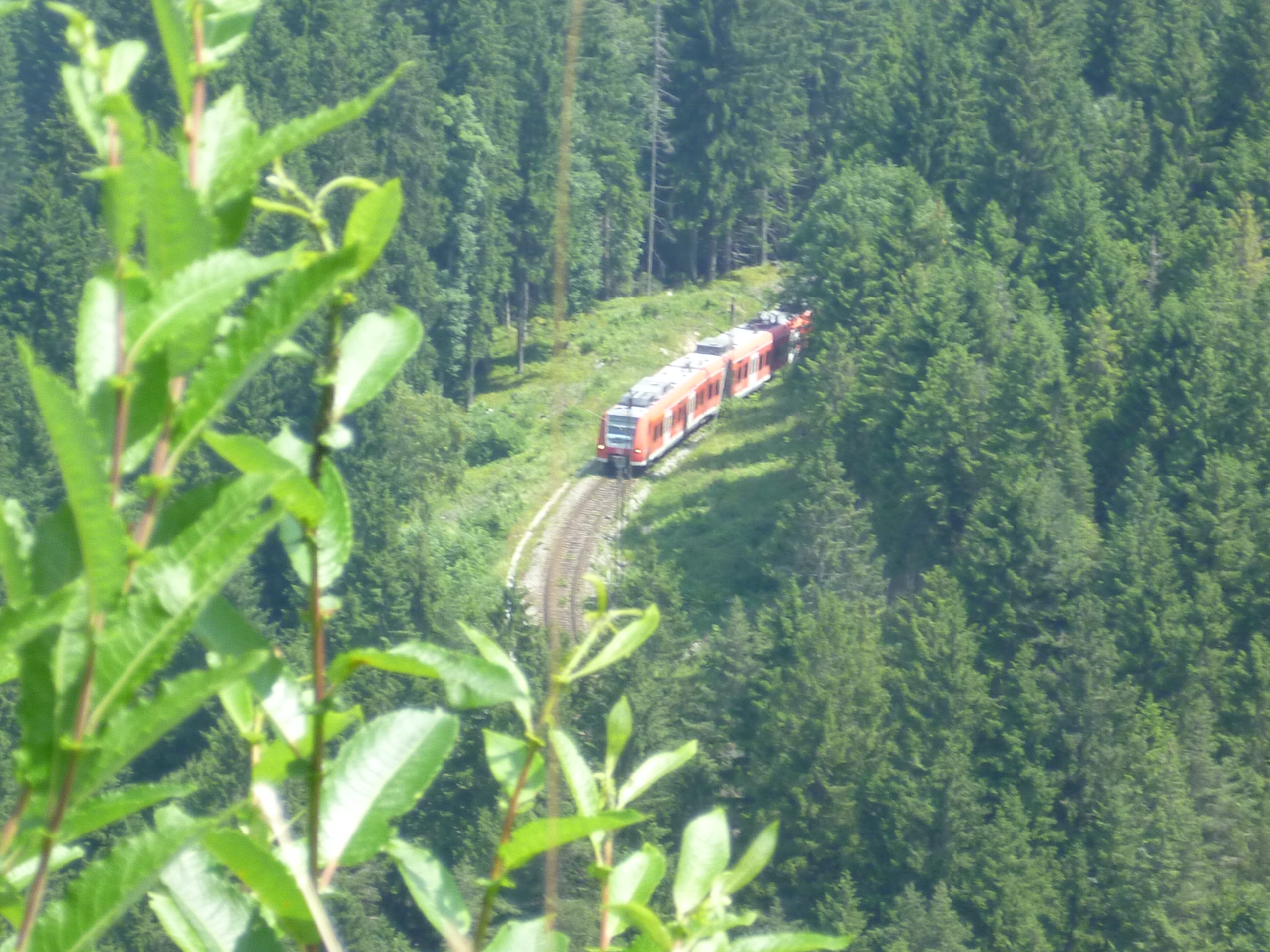
DB-Baureihe 425 Richtung Garmisch-Partenkirchen zwischen Bad Kreckelmoos und Klausentunnel

### Abschnitt Kempten – Reutte
In der Anfangszeit der Strecke setzten die Königlich Bayerischen Staatseisenbahnen auf dem Abschnitt Kempten–Reutte Tenderlokomotiven der Gattung D XI (später Baureihe 984–5) und BB II (später Baureihe 987) ein, die im Bahnbetriebswerk Kempten stationiert waren. Ab 1925 wurden Lokomotiven der Gattung GtL 4/4 (später Baureihe 988) und ab den 1930er Jahren zudem die Baureihen 64, 86 und 9810 eingesetzt.

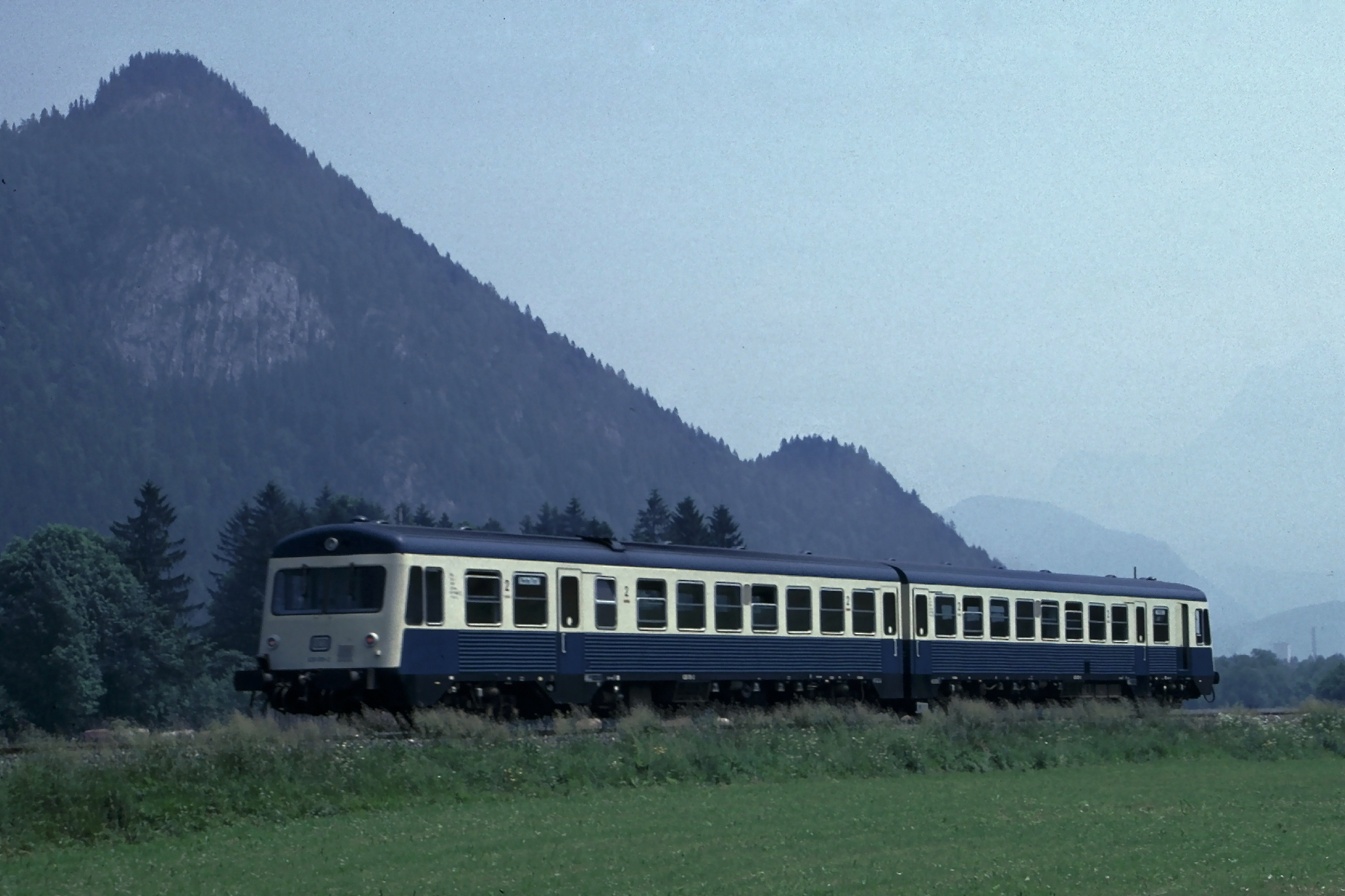
1987: Ein Triebwagen der Baureihe 628.0 bei Schönbichl

Ab 1950 waren im Personenverkehr Schienenbusse der Baureihe VT 959, VT 95 und VT 98 im Einsatz. Die Schienenbusse wurden vereinzelt auch bis Garmisch gefahren. Im Güterverkehr wurden ab Mitte der 1960er die Dampflokomotiven der Baureihe 86 durch Diesellokomotiven der Baureihe V 100 und Baureihe 218 ersetzt. Nach Ausmusterung der Schienenbusse wurden ab 1974 Jahren Triebwagen der Baureihe 627 und 628 eingesetzt. Diese blieben bis 2005 die Regelfahrzeuge auf dem Abschnitt. Für den Bedienung des Bahnhofs Vils wurde 1993 in Reutte eine Lokomotive der Reihe 2067 stationiert. Später wurden auch Lokomotiven der Reihe 2068 und 2043 eingesetzt. In den letzten Jahren vor der Elektrifizierung des Abschnitts Reutte–Vils setzte die ÖBB für die Bedienfahrten nach Vils Lokomotiven der Reihe 2016 ein. Bis Ende 2020 wurden Triebwagen vom Typ Siemens Desiro Classic (Baureihe 642) eingesetzt.
Seit dem Fahrplanjahr 2021 setzt DB Regio bis Pfronten-Steinach dreiteilige Dieseltriebwagen der Baureihe 633 (Pesa Link) ein. Nachdem es mit diesen jedoch zu Schäden an Fahrzeugen und Strecke gekommen war, zog man diese wieder von der Strecke ab und setzte fortan, nach einer Instandsetzung der Strecke, wieder kurzzeitig die zuvor eingesetzten Desiro-Triebwagen ein. Danach wurden Züge der Baureihen 633 oder 642, ganz vereinzelt auch die normalerweise bei der Regio-S-Bahn Donau-Iller eingesetzten und im Bw Kempten beheimateten Fahrzeuge der Baureihen 622 und 623 (LINT) auf der Außerfernbahn eingesetzt. Seit Dezember 2024 fahren ausschließlich Triebwagen der Baureihe 633 auf der RB73. Die Triebwagen der Baureihe 642 gingen alle an die Südostbayernbahn in Mühldorf (Oberbay).

## Verkehr
Der Reiseverkehr wird heute auf der gesamten Strecke von der DB gefahren, für den Verkehr von und nach Deutschland gelten alle DB-Angebote. Die Unterhaltung der Infrastruktur auf dem österreichischen Abschnitt unterliegt den ÖBB.
Bedeutung hat die Bahn heute im Schüler- und Pendlerverkehr, im Ausflugsverkehr und in beträchtlichen Gütertransporten für ein Zementwerk sowie eine Holzverladung in Vils. Diese Gütertransporte finden aber nur auf dem Abschnitt Vils–Garmisch statt.
Seit Dezember 2013 wurde das Angebot montags bis freitags annähernd auf einen Stundentakt verdichtet. An Wochenenden und Feiertagen blieb es beim Zweistundentakt, wobei aber Direktverbindungen von München nach Lermoos angeboten werden. Zum 15. Dezember 2013 wurde der Haltepunkt Garmisch-Partenkirchen Hausberg wieder in Betrieb genommen, gleichzeitig wurden aber auch die letzten Halte in Bad Kreckelmoos gestrichen; der Haltepunkt wurde zuletzt nur noch im Schülerverkehr bedient.
Ende 2019 vereinbarte der Verkehrsverbund Tirol mit DB Regio einen Verkehrsdienstvertrag für den Personenverkehr auf der Außerfernbahn, der bis 2028 läuft, aber nach Fertigstellung der Elektrifizierung Reutte–Pfronten-Steinach auch vorzeitig gekündigt werden kann.
Die unentgeltliche Beförderung mit dem deutschen Schwerbehindertenausweis gilt bis Ehrwald-Zugspitzbahn bzw. Vils Stadt. Im ein- und ausbrechenden Verkehr sowie im Transitverkehr gilt das Deutschlandticket auf der Außerfernbahn auch auf dem österreichischen Abschnitt, nicht jedoch im österreichischen Binnenverkehr. 
Bis zum Fahrplanwechsel im Dezember 2024 verkehrte dreimal pro Woche ein Güterzugpaar zwischen Innsbruck Frachtenbahnhof und Vils. Da die DB InfraGO die Ausnahmebewilligung für Fahrten mit 22 statt 20 t Achslast zurückzog, wurde der Güterverkehr zum Fahrplanjahr 2025 eingestellt. Im Juni 2025 war das Zementwerk Schretter & Cie in Vils auf der Suche nach einem Eisenbahnverkehrsunternehmen, um mit leichteren E-Loks mit nur 20 t Achslast den Zementtransport streckenklassenkonform in Zukunft wieder aufzunehmen.

## Touristisches
Die Haltestellen an der Außerfernbahn zwischen Garmisch-Partenkirchen und Reutte in Tirol (Griesen, Ehrwald, Lermoos, Lähn, Bichlbach-Berwang, Heiterwang-Plansee, Pflach) sind Ausgangspunkte für Bergtouren in den Ammergauer Alpen (Friederspitz und Frieder, Schellschlicht, Daniel, Hochschrutte, Plattberg, Säuling), im Mieminger Gebirge (Ehrwalder Sonnenspitze) und in den Lechtaler Alpen (Thaneller, Roter Stein, Pleisspitze).

## Zukunft
Es gab wiederholt Überlegungen, die Strecke über den Fernpass oder einen Anschluss an die nur vier Kilometer entfernte Bahnstrecke Marktoberdorf–Füssen zu bauen. Realisiert wurden diese Pläne allerdings nie.
Eine im März 2019 vorgestellte Schweizer Studie sieht eine direkte Bahnstrecke von Ulm über Kempten und Landeck nach Bozen bzw. Bormio vor, um den Straßenverkehr über den Fernpass zu entlasten. Laut der Studie wären dafür ein Ausbau der Außerfernbahn von Kempten nach Reutte sowie eine Verbindung von Reutte ins Inntal nötig.

## Kursbuchstrecken

### Deutschland
In den deutschen Kursbüchern war die Außerfernbahn bis 2020 in den elektrifizierten Abschnitt Garmisch-Partenkirchen–Reutte und den nicht elektrifizierten Abschnitt Kempten–Reutte unterteilt. Mit der Inbetriebnahme des elektrischen Betriebs bis Vils zum Fahrplanjahr 2021 wurde die Kursbuchstrecke des elektrifizierten Teils entsprechend erweitert sowie die andere Kursbuchstrecke gekürzt. Beide Kursbuchstrecken tragen im Titel den Zusatz Außerfern-Bahn.
| Zeitraum  | Nummer    | Bezeichnung |
| --------- | --------- | --- |
| 1944      | 402b 404f | Garmisch-Partenkirchen – Reutte (Tirol) Reutte (Tirol) – Pfronten-Ried – Kempten (Allgäu)                              |
| 1950–1970 | 402c 406e | Reutte in Tirol – Griesen (Oberbay) – Garmisch-Partenkirchen Kempten – Reutte in Tirol                                 |
| ab 1970   | 973       | |
| ab 1992   | 976       | |
| 2016–2020 | 965 973   | Reutte in Tirol – Garmisch-Partenkirchen Außerfern-Bahn Kempten – Pfronten – Reutte in Tirol Außerfern-Bahn            |
| 2021      | 965 973   | Vils – Reutte in Tirol – Garmisch-Partenkirchen Außerfern-Bahn Kempten – Pfronten – Vils Außerfern-Bahn                |
| seit 2022 | 965 973   | Pfronten-Steinach – Reutte in Tirol – Garmisch-Partenkirchen Außerfern-Bahn Kempten – Pfronten-Steinach Außerfern-Bahn |

## Film
Eisenbahn-Romantik (SWR) Folge 594: Die Außerfernbahn (19. März 2006)